# کلوکزازولام
کلوکسازولام(به انگلیسی: Cloxazolam) از مشتقات بنزودیازپین است که دارای خواص ضد اضطراب، آرام بخشی و ضدتشنج است. این دارو به طور گسترده استفاده نمی‌شود و از آگوست 2018 در بلژیک، پرتغال، برزیل و ژاپن به بازار عرضه شد. 